# Ncurses

Beziehungen und Abhängigkeiten

ncurses (Abk. für new curses) ist eine freie C-Programmbibliothek, um zeichenorientierte Benutzerschnittstellen (Text User Interface, TUI) unabhängig vom darstellenden Textterminal bzw. Terminalemulator darzustellen. Die Ansteuerung des Terminals wird hierbei so weit abstrahiert, dass die Programmierung unabhängig von der Art des verwendeten Terminals erfolgen kann.
Obwohl ncurses zum GNU-Projekt gehört, wird es nicht unter der GPL oder LGPL, sondern unter einer leicht veränderten MIT-Lizenz verbreitet.
ncurses begann als eine Neuimplementierung (Klon) von curses in Veröffentlichung 4.0 des System V, das seinerseits eine Weiterentwicklung der gleichnamigen BSD-Implementierung ist.